# Gregory Grossman
Gregory Grossman (* 5. Juli 1921 in Kiew; † 14. August 2014 in Berkeley, Kalifornien) war ein US-amerikanischer Wirtschaftswissenschaftler und emeritierter Professor an der University of California, Berkeley. Er war ein Experte für die Wirtschaft der Sowjetunion. Ihm wird die Einführung der Begriffe zweite Wirtschaft und Kommandowirtschaft zugeschrieben.
1942 erhielt er seinen Bachelor-Abschluss in Wirtschaftswissenschaften an der University of California, Berkeley und seinen Ph.D. in Wirtschaftswissenschaften an der Harvard University im Jahr 1952. Er verbrachte seine gesamte Karriere, von 1952 bis 1993, als Lehrer an der UC Berkeley.
1991 erhielt er den Lifetime Achievement Award der Amerikanischen Vereinigung zur Förderung der Slawistik.